# بلدة دايتون (مقاطعة نيوايغو)
دايتون، مقاطعة نيوايغو (بالإنجليزية: Dayton Township, Newaygo County, Michigan)‏ هي بلدة تقع بولاية ميشيغان في الولايات المتحدة. تبلغ مساحتها 88.5 (كم²)، وترتفع عن سطح البحر 261 م، بلغ عدد سكانها 2002 نسمة في عام تعداد الولايات المتحدة 2000 حسب إحصاء مكتب تعداد الولايات المتحدة وتصل الكثافة السكانية فيها 22.9 نسمة/كم2.

## وصلات خارجية
- The US50 - Cities and Towns in Michigan State
- Michigan Cities and Towns, Facts, Map, Flag, Colleges, Government, and More